# Alfredo Accatino
Alfredo Accatino (Roma, 8 settembre 1960) è uno scrittore, sceneggiatore, autore televisivo ed autore di eventi italiano.

## Biografia
Creativo e creatore di eventi ha firmato alcuni degli show e delle Cerimonie più importanti degli ultimi anni: Cerimonia di apertura dei XX Giochi olimpici invernali Torino 2006, Cerimonia di chiusura dei XX Giochi olimpici invernali, Flag Handover Cerimonia di chiusura dei XIX Giochi olimpici invernali di Salt Lake City 2002, Cerimonia di apertura dei IX Giochi paralimpici invernali, lancio della nuova Fiat 500, Cerimonia di apertura della Dubai World Cup 2007-2009, Cerimonia di apertura dei XVI Giochi del Mediterraneo Pescara 2009, lo show di lancio della nuova Volkswagen Golf nel 2012. Lo show permanente Enigma per Cinecittà World nel 2014. È stato direttore artistico delle cerimonie di apertura e di chiusura dell'Expo Milano 2015, premiato come Iconic Award al BeaWorld. e dello show Humanlands presentato nel 2023 a sostegno della candidatura di Roma per l'Expo 2030
Direttore Creativo Esecutivo e partner Filmmaster Events - Filmmaster Group è stato autore di eventi celebrativi e istituzionali (Montecarlo Sport Award, Gala Meno Uno, Cio Session, accensione fiamma paralimpica, Calzedonia Summer Show), spettacoli dal vivo (Notte Bianca), programmi televisivi (Viva Colombo, Ordinario Straordinario, Prendiamoci Gusto, Il generale per la regia di Luigi Magni), progetti multimediali (Pavarotti & Friends SOS Iraq), Calzedonia Summer Show, grandi eventi aziendali. Nel 2009 ha creato presso lo stadio di Cesena il maggiore corporate show realizzato in Italia, con 11.000 ospiti provenienti da tutte le regioni-
Nel 2009, 2014, 2015, 2016, 2023 è stato votato creativo dell'anno al Bea - Best Event Award - il più importante premio europeo riservato al settore degli eventi, di cui ha vinto anche il Premio alla Carriera.

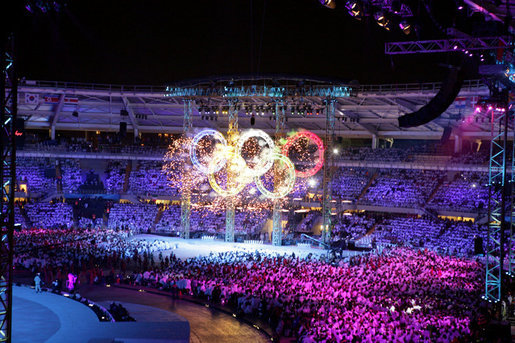
2006 Olympics Opening Ceremony

È figlio del pittore e teorico dell'arte Enrico Accatino con il quale collaborò nella realizzazione di testi di educazione artistica.

## Attività editoriale nel settore dell'arte e della narrativa
Nell'ottobre 2017 è uscito per Giunti editore il volume Outsiders Storie di artisti geniali che non troverete nei manuali di storia dell'arte. Seguito nel 2019 dal secondo capitolo Outsiders 2 e nel 2022 da Outsiders 3 e nel 2023 è uscito il volume Sparrks, quarta volume della serie. I volumi sono stati tradotti all'estero. 
Nel 2022 è uscito, sempre per Giunti, il romanzo "La linea e l'ombra" ambientato nella scuola del Bauhaus a Dessau.
Ha al suo attivo anche pubblicazioni sul tema dell'educazione all'immagine e dell'educazione artistica (Collana Ciao Arte, Edart per Signorelli, Elemond). Collabra dal 2016 con la rivista Art e Dossier.

## Saggistica e letteratura umoristica
Autore di libri umoristici (Storia dell'Universo in comodi fascicoli settimanali, Gli aforismi che non hanno cambiato il mondo, Giuro che dico il Falso, Sarò Greve, Gli insulti che hanno fatto la storia(edizioni Piemme), Imbecilli (Salani). 
Ha scritto numerose pubblicazioni sulla comunicazione di impresa e sugli eventi (Comunicazione Pubblicitaria Sole24ore, Dizionario degli eventi (edizioni Cooper Banda larga). Nel 2015 il volume The events master (edizioni Adc/Longanesi). 
Dal 2006 al 2013 ha diretto la prima rivista di tendenze digitali NOT - news on trend.

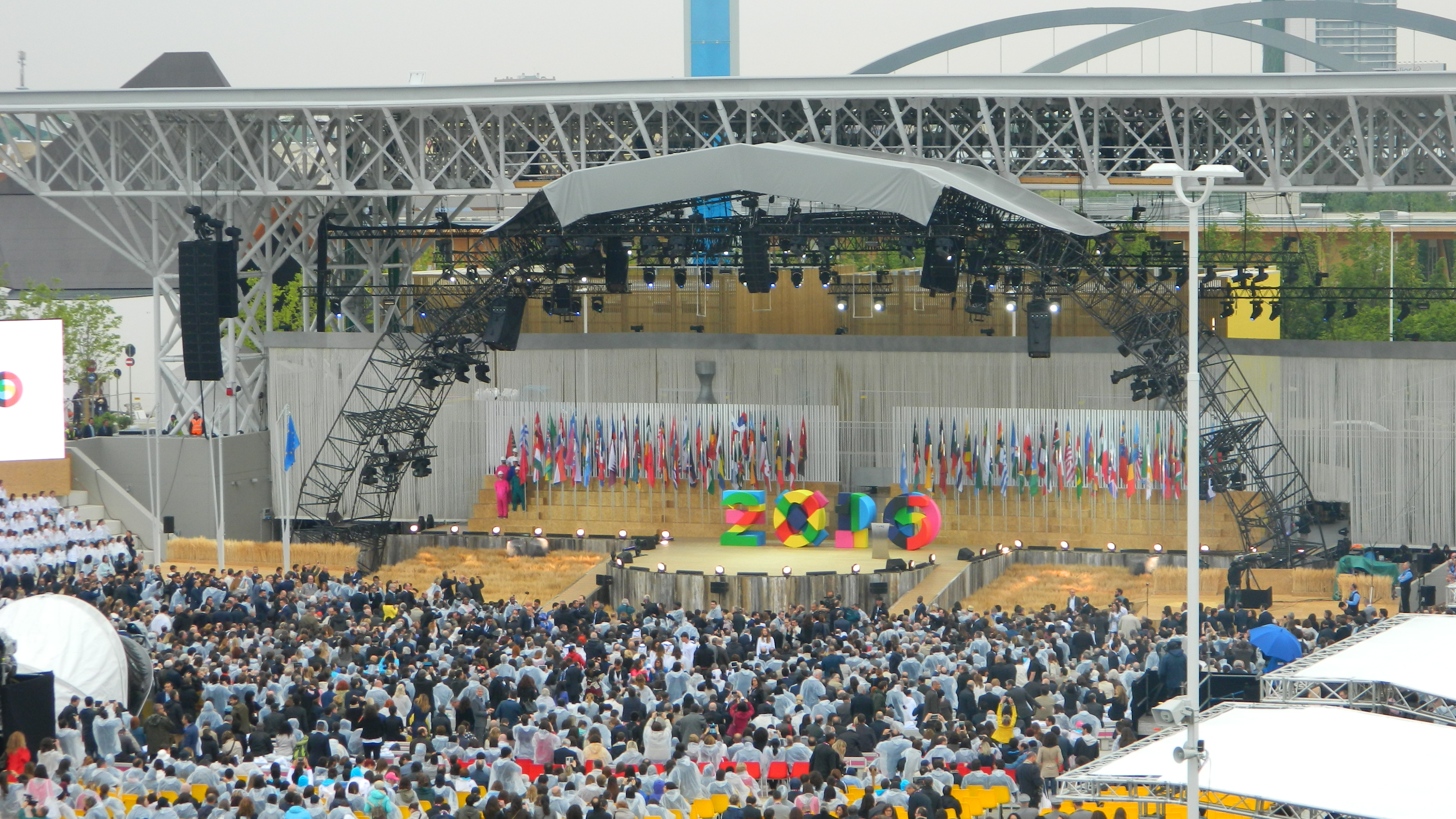
Cerimonia di apertura all'Open Air Theatre

## Pubblicazioni
- (Alfredo e Ornella Accatino), Un artista, un'opera, Signorelli, Milano 1984
- (Alfredo e Ornella Accatino), Caccia al quadro; Il gioco del puzzle, Signorelli, Milano 1984
- (Alfredo e Ornella Accatino), Le carte fantasiose; Che è successo?, Signorelli, Milano 1984
- (Alfredo e Ornella Accatino), Ciò che..., Signorelli, Milano 1984
- (Alfredo e Ornella Accatino), Trova lo slogan; Fumettiamo; I personaggi misteriosi, Signorelli, Milano 1984
- Giuro che dico il falso: il libro delle citazioni credibili ma non vere, Comix, Modena 1997
- Sarò greve: come offendere chiunque e in qualsiasi occasione, Panini, Modena 1999
- Gli insulti hanno fatto la storia, Piemme, Casale Monferrato 2005
- Imbecilli: un irresistibile compendio delle frasi più sbagliate e fuori luogo della storia, Salani, Milano 2011
- The events master: tecniche, parole, segreti e trucchi del mercato degli eventi: il lavoro più antico del mondo (dopo la prostituzione), ADC Group; [S.l.]: Pixartprinting, Milano 2015
- Amrita Sher-Gil: La Frida Khalo dell'India, Giunti, Firenze 2016
- Arthur Bispo do Rosario: in missione per conto di Dio, Giunti, Firenze 2016
- Wim de Haan: il prigioniero divenuto artista, Giunti, Firenze 2016
- Outsiders: storie di artisti geniali che non troverete nei manuali di storia dell'arte, Giunti, Firenze-Milano  2017
- Paul Citroen: l'inventore di Metropolis, Giunti, Firenze 2017
- William Holbrook Beard: un talento bestiale, Giunti, Firenze 2017
- Outsider2: altre storie di artisti geniali che non troverete nei manuali di storia dell'arte, Giunti, Firenze-Milano 2019
- Outsider3: il libro che riscrive la storia dell'arte, Giunti, Firenze-Milano 2022
- La linea e l'ombra, romanzo, scrittori Giunti, Firenze-Milano 2022